# Vasseny
Vasseny är en kommun i departementet Aisne i regionen Hauts-de-France i norra Frankrike. Kommunen ligger  i kantonen Braine som ligger i arrondissementet Soissons. År 2022 hade Vasseny 204 invånare.

## Befolkningsutveckling
Antalet invånare i kommunen Vasseny
Referens: INSEE